# Chymomyza distincta
Chymomyza distincta – gatunek muchówki z rodziny wywilżnowatych i podrodziny Drosophilinae.
Gatunek ten opisany został w 1862 roku przez Johanna Eggera jako Drosophila distincta.
Muchówka o ciele długości 2,5 mm. Na głowie para szczecinek orbitalnych skierowanych w przód jest mniej więcej tak samo długa i gruba jak osadzona za nimi para szczecinek orbitalnych skierowanych w tył. Barwa czoła jest rudobrązowa. Arista czułka ma pierzaste owłosienie. Tułów ma rudożółte śródplecze, tarczkę i pleury, a jego chetotaksję cechują słabo rozwinięte przedtarczkowe szczecinki środkowe grzbietu. Skrzydła mają u wierzchołka mlecznobiałe obrzeżenie.  Ich użyłkowanie odznacza się żyłką subkostalną bez sierpowatego zakrzywienia za żyłką barkową oraz tylną komórką bazalną zlaną z komórką dyskoidalną. Odwłok jest w większości czarny, u samca z długimi edytami i przysadkami odwłokowymi.
Larwy rozwijają się w pniach powalonych drzew.
Owad znany z Wielkiej Brytanii, Francji, Niemiec, Szwecji, Finlandii, Szwajcarii, Austrii, Włoch, Polski, Czech, Słowacji, Węgier, Serbii, Czarnogóry, europejskiej części Rosji i wschodniej Palearktyki.